# Biorrefinaria
Uma biorrefinaria é uma unidade industrial que integra equipamento e processos de conversão de biomassa na produção de combustíveis, electricidade, calor, e derivados refinados. O conceito de uma biorrefinaria é análogo às actuais refinarias de petróleo, que produzem combustíveis e derivados de petróleo.
A Agência Internacional de Energia define biorrefinarias como o processamento sustentável de biomassa numa vasta gama de bioprodutos (alimentos, rações, químicos, materiais) e bioenergia (biocombustíveis, electricidade e/ou calor).
O Brasil é um grande produtor de bio-óleo.

## Conceito
A definição de biorrefinaria apareceu pela primeira vez na legislação americana, na Farm Bill, de 2002, com o significado de instalações, equipamentos e processos que convertem a biomassa em biocombustíveis e produtos químicos e ainda podem gerar eletricidade. As biorrefinarias – semelhante as refinarias de petróleo – integram nas mesmas instalações equipamentos e processos de conversão de biomassa, com vistas a produzir combustíveis, energia e produtos químicos. Tal qual uma refinaria de petróleo, deve ser capaz de produzir múltiplos produtos e, com isso, tirar vantagem das diferenças nos componentes e intermediários da biomassa, maximizando valor, ao produzir produtos químicos em pequenos volumes, mas alto valor unitário, além de grandes volumes de combustíveis líquidos de baixo valor, e ao mesmo tempo gerar eletricidade.
Existem vários conceitos listados na literatura tais como: “ Termo que se refere ao uso de matérias-primas renováveis e de seus resíduos (denominados de forma geral de biomassas]), de maneira integral e diversificada, para a produção, por rota química ou biotecnológica, de uma variedade de substâncias e energia, com a mínima geração de resíduos e emissões de gases poluidores” ; “ Uma facilidade que integra os processos de conversão de biomassa e equipamentos para a coprodução de combustíveis, energia e produtos químicos provenientes de diversas fontes de biomassa”, “Um complexo integrado capaz de produzir diferentes produtos, tais como combustíveis, produtos químicos e eletricidade, com base em diferentes biomassas, dentro de um conceito que permita um alcance de maiores eficiências, tanto do ponto de vista termodinâmica quanto do ponto de vista econômico e ambiental”.
O conceito de biorrefinaria faz sentido se for empregada uma matéria-prima renovável, abundante, barata e específica, como a biomassa lignocelulósica  que, ao contrário das diversas fontes atualmente empregadas (como o petróleo) para produção de biocombustíveis, não são afetadas pelas oscilações do mercado. Para a consolidação desta nova plataforma tecnológica se faz necessário o apoio do governo de modo que as biorrefinarias sejam capazes de competir economicamente com as refinarias de petróleo. Seu principal objetivo é transformar os materiais biológicos em produtos utilizáveis nas indústrias de transformação usando uma combinação de tecnologias e processos biotecnógicos.
A exploração de cada um destes componentes pode levar a produção de vários produtos como:
1. Commodities - produtos comercializados em grandes escalas de produção e baixo valor de mercado – exemplos: os biocombustíveis e plásticos biodegradáveis;
2. Moléculas intermediárias  - produtos comercializados em escala intermediária e que apresentam valor de mercado – exemplos: ácido succiníco e ácido lático;
3. Especialidades químicas – produtos comercializados em pequena escala e que apresentam grande valor de mercado – exemplos: ingredientes funcionais e produtos farmacêuticos. Adicionalmente, maximizando o uso de componentes da biomassa poderia levar a um aumento significativo de economia de processo e minimização de desperdício.

## Ligações Externas
- Scielo
- Investigação e inovação em biorrefinarias